# 宁露
宁露（英語：Lu Ning，1988年1月15日—），是一位活跃于中华人民共和国、美国的演員及製片人，国际艾美奖评委，国际电视艺术与科学学院成员。成长于新疆，河南 和北京，祖籍江苏。2011年，主演中国电视剧《大秦帝国之崛起》楚国叶阳公主，秦昭襄王后，该剧获得2018第14届中美电视节“最佳电视剧奖”提名，并在2018第29届中国电视金鹰奖“优秀电视剧”类别中获得8,385,365票的骄人成绩。

## 演藝作品

### 纪录片
- 2018年《The Journey》

### 電影
- 2016年《Ten Thousand Miles》 Executive Producer， GI Film Festival "Best Military Filmmaker Award" & CAFF "Golden Angel Award."
- 2016年《Disney Princesses of war》饰演：木兰
- 2015年《Searching For Zhang Huike》饰演：主持人
- 2015年《HYBRID》饰演：机器人
- 2014年《Stairways》producer，Premiered at Cannes, the Sun Valley Film Festival, and UCFTI.
- 2014年《The Other Side》Associate producer
- 2014年《Safe Passage》Associate producer, Producer’s Guild of America Film Challenge winner
- 2013年《Spring in Winter》主演: Yan Chen

### 電視劇
- 2012年《大秦帝国之崛起》主演：叶阳 王后
- 2011年《夫妻那些事》饰演：杨子清
- 2010年《追逃》饰演：唐晓霞
- 2009年《风语》饰演：蒋薇
- 2008年《地道战》饰演：毛妮
- 2007年《战火中青春》饰演：刘敏
- 2006年《雷霆出击》饰演：范又夷

## 外部連結
- 互联网电影数据库（IMDB）信息（英文）